# Johannes Verschaeve
Johannes Verschaeve is een Vlaams zanger en muzikant.

## The Van Jets
Hij raakte bekend als frontman van de rockband The Van Jets (2004-2019), waarin hij naast zang ook gitaar speelde.

## Johannes Is Zijn Naam
Johannes Is Zijn Naam is het soloproject van Johannes Verschaeve sinds 2020, na het stopzetten van The Van Jets. Als singer-songwriter staat hij alleen op het podium, met Nederlandstalige nummers.

## Andere samenwerkingen
- Dijf & Guests (Teddiedrum) op BurgRock
- In 2013 was hij een van de zeventien gitaristen (waaronder Stef Kamil Carlens) van de EP STATUEextended van Statue en het bijhorend concert in de AB.[4]

## Televisieoptredens
- De Slimste Mens ter Wereld 2013
- Winteruur (2017, seizoen 2, aflevering 39)[5]

## Radio-optredens
- Radiocolumn-lezer (2022) van het Middagjournaal van Nieuwe Feiten (Radio 1)